# Insuffisance médullaire
 (juillet 2012).
Si vous disposez d'ouvrages ou d'articles de référence ou si vous connaissez des sites web de qualité traitant du thème abordé ici, merci de compléter l'article en donnant les références utiles à sa vérifiabilité et en les liant à la section « Notes et références ».
 (juillet 2012).
La forme ressemble trop à un extrait de cours et nécessite une réécriture afin de correspondre aux standards de Wikipédia.
Les insuffisances médullaires constituent un groupe d'affections dans lesquelles la moelle osseuse, tout en ayant à sa disposition tous les matériaux requis pour l'hématopoïèse, ne parvient pas à produire des cellules sanguines en quantité suffisante pour compenser des pertes normales ou excessives.
Elles constituent, avec les anémies sidéroachrestiques, les anémies dites réfractaires, c'est-à-dire celles où aucun traitement substitutif n'apporte une amélioration.

## Classification
L'insuffisance médullaire se rencontre dans :
- les aplasies ou hypoplasies médullaires secondaires ou d'apparence primitive : ce sont les anémies aplastiques ;
- les anémies réfractaires primitives héréditaires ;
- les inhibitions médullaires dues à des affections non-hématologiques: ce sont les anémies réfractaires secondaires ;
- les syndromes de destruction médullaire, encore appelés myélophtisies, auxquels on peut rattacher l'ostéomyélofibrose
- et les blocages médullaires survenant pendant l'évolution des anémies hémolytiques : il s'agit de complications graves, parfois mortelles, peut-être à rattacher à l'épuisement de certains métabolites essentiels, et comparables à une "fatigue" ou à une "décompensation" de la moelle.

## Pathogénie des symptômes de l'insuffisance médullaire
Exceptionnellement l'insuffisance de production ne porte que sur la lignée des globules rouges, sans affecter la lignée myéloïde ni celles des thrombocytes. Dans la majorité des cas, cependant, cette sélection n'existe pas ou n'est que d'ordre quantitatif ou simplement temporaire. D'habitude donc, l'insuffisance médullaire se traduira par une pancytopénie, laquelle comprend :
- une anémie,
- une leucopénie granulocytaire,
- une thrombocytopénie.

C'est d'habitude la première qui ouvre le tableau mais ce sont les deux autres qui constituent le plus grand danger pour le malade, parce qu'elles amènent respectivement des complications infectieuses et hémorragiques pour lesquelles les moyens thérapeutiques actuels sont à long terme insuffisants.
L'insuffisance médullaire :
- veut souvent dire raréfaction cytologique du tissu hématopoïétique de la moelle ;
- dans les autres cas, assez nombreux, la moelle est au contraire riche en cellules mais il existe un blocage de la maturation.

Un certain nombre d'insuffisances médullaires, surtout dans la variété dite "anémie aplastique", peuvent se transformer spontanément en leucémie aiguë.

## Symptômes cliniques des insuffisances médullaires
Nous prendrons comme type de cette description le syndrome d'aplasie médullaire provoquée par un toxique comme le benzol ou le chloramphénicol. Dans les autres catégories d'insuffisance médullaire, la symptomatologie revêt, en général, un aspect beaucoup plus bénin.

### Le syndrome anémique
Le syndrome anémique :
- s'installe habituellement de façon insidieuse et est par conséquent bien toléré au début,
- est du type réfractaire, c'est-à-dire qui résiste à toutes les thérapeutiques à visée substituve (fer, vit. B12, acide folique, extraits de foie),
- peut devenir d'une gravité extrême et entraîner la mort après une évolution, sans rémissions notables, de quelques mois ou de quelques années.

### Le syndrome leucopénique
Le syndrome leucopénique :
- est souvent cliniquement latent au début,
- mais ne tarde pas à donner lieu à des complications infectieuses redoutables, principalement de la gingivite, une angine nécrotique pouvant donner lieu à une septicémie, des infections respiratoires majeures.
- La nécessité d'administrer des antibiotiques de façon prolongée favorise l'éclosion d'infections par des souches résistantes (staphylocoques d'hôpital) et des germes inhabituels (pseudomonas, anaérobies, listeria) ou normalement saprophytiques (candida albicans) qui sont peu sensibles aux médicaments usuels.

Il résulte de tout ceci que les complications infectieuses sont une des principales causes de décès (≈50 %) au cours de l'aplasie médullaire.

### Le syndrome thrombopénique
Le syndrome thrombopénique :
- est lui aussi d'apparition tardive,
- mais redoutable à cause de l'impossibilité d'instaurer une thérapeutique substitutive permanente.
- les hémorragies sont de type cutanéomuqueux (gingivoragies, épistaxis, hémorragies digestives et utérines, purpura) comme celles des leucémiques et de toutes autres causes de thrombocytopénie. L'hémorragie cérébrale est une complication généralement mortelle.

## Analyses de laboratoire dans les insuffisances médullaires

### Examen hématologique
Mesures courantes
Le nombre de G.R. est abaissé d'une manière variable. Le taux d'hémoglobine est en général proportionnel au nombre de G.R., l'anémie étant normochrome (le taux d'Hb globulaire est donc normal). L'hématocrite (Hct) est lui aussi proportionnel au nombre de G.R., l'anémie étant également normocytaire; le VGM est donc normal de même que la concentration moyenne en Hb globulaire.
Examen du frottis coloré au M.G.G. (May-Grünwald Giemsa)
Le plus souvent le frottis ne montre rien de particulier : les G.R. paraissent normaux au point de vue coloration, aspect et diamètre. Dans certains de ces syndromes, on assiste au passage d'érythroblastes dans le sang. C'est surtout le cas dans les myélophtisies.
Taux de réticulocytesLe taux de réticulocytes est variable. Il est souvent normal, quelquefois abaissé, parfois légèrement augmenté. Dans ce dernier cas, la réticulocytose n'est généralement qu'apparente, c'est-à-dire n'existe qu'en termes de pourcentage, mais non en chiffres absolus : les réticulocytes étant les cellules les plus jeunes, ils sont davantage épargnés par toutes les causes qui raccourcissent la survie globulaire or celle-ci est légèrement raccourcie dans les syndromes d'insuffisance médullaire. Il faut retenir que, dans ce groupe de maladies, un taux élevé de réticulocytes n'a pas nécessairement comme dans les anémies ferriprive, pernicieuse ou hémolytique, la signification pronostique favorable d'un indice annonçant la régénération sanguine prochaine.
Globules blancs
La leucopénie peut manquer mais aussi être grave. Quand elle existe, elle porte uniquement sur les granulocytes, de sorte qu'on note une lymphocytose relative. La présence de quelques formes jeunes (myélocytes, myéloblastes) dans le sang n'est pas exceptionnelle, surtout dans les myélophtisies.
Plaquettes
La thrombopénie peut revêtir tous les degrés de gravité, depuis l'abaissement modéré du taux jusqu'aux chiffres donnant lieu à une diathèse hémorragique (généralement présente en dessous de 40 000 / mm³).

### Examen de la moelle osseuse
Dans certains cas, la ponction à la crête iliaque ne ramène que du tissu graisseux parsemé de quelques îlots lymphocytaires, d'un certain nombre de plasmocytes et de cellules réticulaires : on dit que la moelle est déshabitée. C'est le cas dans beaucoup d'aplasies médullaires. On devra alors répéter la ponction médullaire à un autre endroit mais le résultat sera généralement identique.
D'autres fois, la moelle est simplement bloquée ; elle est riche en cellules, mais seules les formes jeunes y sont bien représentées. Rappelons l'éclosion fréquente, dans ces syndromes, de la leucémie aiguë. Des îlots prolifératifs peuvent également coexister avec des zones d'aplasie.
Un troisième aspect possible est celui de l'infiltration de la moelle par une espèce cellulaire anormale dont la prolifération étouffe le tissu hématopoïétique : c'est le cas dans les myélophtisies.

### Données métaboliques
Le fer sérique est normal ou élevé dans la plupart des syndromes d'insuffisance médullaire, par la suite de son absence d'utilisation par la moelle. Il est toutefois abaissé dans les états inflammatoires, p. ex. dans l'anémie réfractaire secondaire due à des infections.
Le métabolisme de l'hémoglobine et de ses dérivés ne présente ne rien de particulier si ce n'est, dans certains cas, les signes d'une augmentation discrète de la destruction sanguine. Il peut en effet avoir une légère réduction de la vie globulaire moyenne, ainsi qu'un certain degré d'inefficience hématopoïétique.